# Parti marxiste-léniniste d'Allemagne
Ne doit pas être confondu avec Parti communiste d'Allemagne/Marxistes-léninistes.
Pour les articles homonymes, voir Parti communiste en Allemagne.
Le Parti marxiste-léniniste d'Allemagne (en allemand : Marxistisch-Leninistische Partei Deutschlands, abrégé en MLPD), fondé en 1982, est un parti politique allemand, classé à l'extrême gauche par l'Office fédéral de protection de la constitution. 
Le MLPD, présidé par Gabi Fechtner-Engel, se réclame non seulement de Marx, Engels et Lénine, mais également de Staline et Mao . Concernant Staline, le parti reconnait que ce dernier a commis des erreurs en administrant l'URSS de manière « bureaucratique », mais défend le bilan du dirigeant soviétique et qualifie de « diffamation » les données historiques sur les crimes staliniens, tout en considérant les politiques suivies par les anciens régimes communistes après le XXe congrès du Parti communiste de l'Union soviétique, soit depuis le début de la déstalinisation, comme des trahisons envers le socialisme. Le MLPD participe à la Conférence internationale des partis et organisations marxistes-léninistes (correspondance de presse internationale) et à la Coordination internationale des partis et organisations révolutionnaires.
Le score électoral le plus élevé jamais atteint par le Parti marxiste-léniniste d'Allemagne est de 0,4 % des suffrages, obtenus  en 2006 lors d'une élection en Saxe-Anhalt. Le MLPD a participé aux élections fédérales de 1998, obtenant 0,01 % des suffrages nationaux (7 208 électeurs). Après avoir boycotté les élections de 2002, il a à nouveau participé aux élections fédérales en 2005, en se présentant comme une alternative radicale à Die Linke : il a alors légèrement amélioré son score, attirant 16 480 électeurs et obtenant 0,03 % des suffrages. En 2009, il attire 17 512 électeurs (0,039 %). Lors des élections fédérales de 2013, le MLPD obtient 12 986 voix, soit 0,029 % des suffrages valides à l'échelle nationale.
Le MLPD compte 1 800 membres en 2017, dont près de la moitié sont des femmes, et dispose de deux mouvements de jeunesse, appelés REBELL et Rotfüchse, destinés respectivement aux adolescents et aux enfants, dont le parti prône l'éducation selon des « principes maoïstes ».